# Herbolzheim
Herbolzheim (alemannisch Härwelze) ist eine Kleinstadt im Südwesten von Baden-Württemberg im Landkreis Emmendingen, etwa 30 Kilometer nördlich von Freiburg im Breisgau.

## Geografie

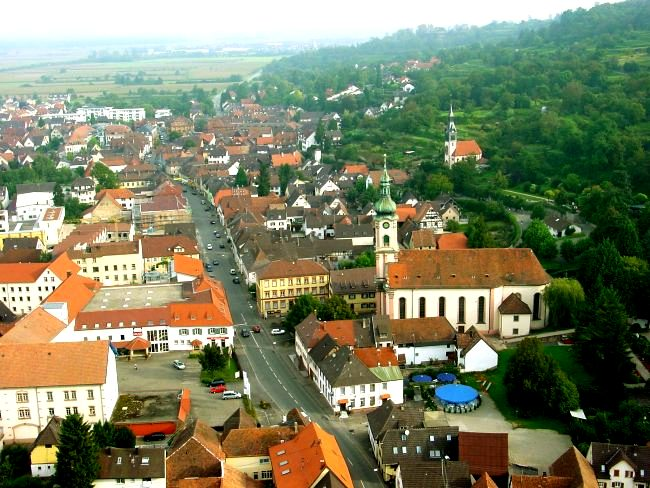
Luftbild von Herbolzheim

### Geografische Lage
Herbolzheim liegt im Breisgau am westlichen Rand des Mittleren Schwarzwalds zwischen Freiburg und Offenburg. Etwa 70 % der Fläche erstrecken sich in der Oberrheinischen Tiefebene mit einem tiefsten Punkt von 165 m ü. NN, die restlichen 30 % in der lössbedeckten Vorbergzone des Schwarzwalds mit dem höchsten Punkt des Kahlenbergs von 309,1 m ü. NN.
Das bedeutendste Oberflächengewässer ist der Bleichbach (auch Bleiche genannt). Er durchfließt die gesamte Gemarkung Herbolzheims von Osten nach Westen, durch den Ortsteil Bleichheim, zwischen Tutschfelden und Wagenstadt hindurch und südlich am bebauten Gebiet des Ortsteils Herbolzheim vorbei, um an der Westgrenze der Gemarkung in die Elz zu münden.

### Nachbargemeinden
Herbolzheim grenzt im Süden an die Stadt Kenzingen und von dort im Uhrzeigersinn an die Gemeinden Rheinhausen im Breisgau, Rust, Ringsheim, die Stadt Ettenheim und die Gemeinde Schuttertal.

### Stadtgliederung
Zur Stadt Herbolzheim gehören die Stadtteile Bleichheim, Broggingen, Herbolzheim, Tutschfelden und Wagenstadt. Die räumlichen Grenzen der Stadtteile sind identisch mit den früher selbstständigen Gemeinden gleichen Namens. Mit Ausnahme des Stadtteils Herbolzheim erfolgt die offizielle Benennung durch den vorangestellten Namen der Stadt und diesem nachgestellt die Bezeichnung „Stadtteil“ sowie der Name des Stadtteils. Die Stadtteile Bleichheim, Broggingen, Tutschfelden und Wagenstadt bilden zugleich Ortschaften im Sinne der baden-württembergischen Gemeindeordnung mit jeweils eigenem Ortschaftsrat und Ortsvorsteher als dessen Vorsitzender.

### Klima
|                        | Jan  | Feb  | Mär  | Apr  | Mai  | Jun  | Jul  | Aug  | Sep  | Okt  | Nov  | Dez |   |      |
| Mittl. Temperatur (°C) | 3,4  | 4,8  | 6,9  | 10,5 | 14,7 | 19,2 | 21,1 | 20,0 | 15,5 | 10,7 | 6,4  | 4,1 | ⌀ | 11,5 |
| Mittl. Tagesmax. (°C)  | 6,2  | 8,1  | 12,8 | 17,0 | 20,7 | 25,4 | 27,5 | 26,4 | 22,6 | 16,3 | 10,7 | 7,9 | ⌀ | 16,8 |
| Mittl. Tagesmin. (°C)  | −1,1 | −0,4 | 1,3  | 3,7  | 8,4  | 12,9 | 13,8 | 13,0 | 9,2  | 5,6  | 2,1  | 0,3 | ⌀ | 5,8  |
|                        |      |      |      |      |      |      |      |      |      |      |      |     |   |      |
| Niederschlag (mm)      | 63   | 44   | 43   | 69   | 119  | 93   | 47   | 73   | 52   | 47   | 55   | 44  | Σ | 749  |
|                        |      |      |      |      |      |      |      |      |      |      |      |     |   |      |
| Sonnenstunden (h/d)    | 2,7  | 3,5  | 4,0  | 5,8  | 6,5  | 8,4  | 7,8  | 7,2  | 5,7  | 3,8  | 2,4  | 2,0 | ⌀ | 5    |
|                        |      |      |      |      |      |      |      |      |      |      |      |     |   |      |
| Regentage (d)          | 17   | 13   | 14   | 13   | 15   | 14   | 12   | 13   | 11   | 12   | 13   | 14  | Σ | 161  |

| −1,1 |

| −0,4 |

| 1,3 |

| 3,7 |

| 8,4 |

| 12,9 |

| 13,8 |

| 13,0 |

| 9,2 |

| 5,6 |

| 2,1 |

| 0,3 |

| −1,1 |

| −0,4 |

| 1,3 |

| 3,7 |

| 8,4 |

| 12,9 |

| 13,8 |

| 13,0 |

| 9,2 |

| 5,6 |

| 2,1 |

| 0,3 |

## Geschichte

### Gemeinsame und getrennte Schicksale
Über lange Zeit teilten die Menschen im gesamten heutigen Stadtgebiet mit seinen fünf Stadtteilen ähnliche Schicksale. Das gilt etwa für die erste Besiedlung in der Jungsteinzeit im 6. bis 3. Jahrtausend v. Chr. Menschen der Michelsberger Kultur lebten im nördlichen Gewann Ehrleshalde ebenso wie südwestlich in Bleichheim und Tutschfelden. In der Spätlatènezeit des 2. bis 1. Jahrhunderts v. Chr. saßen hier keltische Rauriker. Römische Spuren finden sich westlich der Stadt in der Nähe der Anschlussstelle der Autobahn A5, so Reste von Stein- und Holzgebäuden aus dem 2. und 3. Jahrhundert n. Chr., aber auch um Bleichheim und Tutschfelden. Vergleichbare Schicksale ereilten die Menschen der gesamten Region im 17. Jahrhundert im Dreißigjährigen und Holländischen Krieg und in den Kriegen des 20. Jahrhunderts.
Das Leben prägende Unterschiede hatte die Konfessionsbildung nach der Reformation zur Folge. Die alten Gemeinden Herbolzheim und Bleichheim gehörten zu Vorderösterreich und blieben katholisch. Broggingen und Tutschfelden kamen 1535 zur Markgrafschaft Baden-Durlach und wurden evangelisch-lutherisch. Wagenstadt war ein Kondominium badischer und nassauischer Herren, und die Konfessionen wechselten, bis das Dorf 1629 zur katholischen Markgrafschaft Baden-Baden kam. Unterschiedlich wurde das Aufgehen im Großherzogtum Baden nach dem Reichsdeputationshauptschluss 1803 erlebt. Für die bereits badischen Orte bedeutete es Kontinuität, für die bislang habsburgischen „eine neue Zeit“: „Karlsruhe statt Wien – das schien nur wenigen ein guter Tausch zu sein. Das politische, kulturelle und religiöse Leben der Bevölkerung war von Vorstellungen geprägt, die ihre Wurzeln in Österreich hatten, während es zur protestantischen badischen Landeshauptstadt nur wenig Beziehungen gab.“

### Mittelalter und Neuzeit nach Ursprungsgemeinden

#### Herbolzheim
Im Mittelalter bildeten sich zwei Siedlungskerne, beide an Schnittpunkten der nord-südlichen Hauptstraße mit West-Ost-Straßen: ein nördlicher beim Rathaus und ein südlicher bei der Pfarrkirche St. Alexius.
Der Ortsname, auf „-heim“ endend, weist auf die fränkische Landnahme hin. Er taucht erstmals um 1108 als „Heribothsheim“ auf, und zwar im Rotulus Sanpetrinus, einem Güterverzeichnis des Klosters St. Peter, wo Diepoldus de Heribothsheim, Dienstmann des Herzogs Berthold III. von Zähringen, eine Schenkung bezeugte. Damals gehörte Herbolzheim zum Herrschaftsbereich der Grafen von Nimburg. 1200 verkauften die Nimburger ihren Besitz an den Bischof von Straßburg. Kirchlich blieb Herbolzheim beim Bistum Straßburg, bis es 1821 an das Erzbistum Freiburg fiel. Der Herbolzheimer Dienstadel, wie jener Diepold, besaß vermutlich eine schon im 13. Jahrhundert abgegangene Burg auf dem Hüttenbühl, einer Kuppe 500 m nordöstlich des Rathauses. Im 13. Jahrhundert hatten das Kloster Ettenheimmünster mit einem Hof an der Rusterstraße und das Kloster Tennenbach mit einem Hof an der Schmiedstraße in Herbolzheim Besitz, später kam das Kloster Schuttern mit einem Hof an der Duttensteinstraße hinzu. Die Pfarrkirche St. Alexius und die Margarethenkapelle beim Rathaus werden um 1320 im Tennenbacher Güterbuch erstmals erwähnt. Im 13. und 14. Jahrhundert waren die Üsenberger Vögte der Bischöfe von Straßburg. Sie residierten auf der Kirnburg (Kürnberg) 500 m oberhalb des Ortsteils Bleichheim und hatten im Ort selbst einen Herrenhof westlich gegenüber St. Alexius, den Wilginshof. Nach Aussterben der Üsenberger Mitte des 14. Jahrhunderts bemühten sich die Markgrafen von Baden-Hachberg und die Habsburger um die Herrschaft. 1415 kam Herbolzheim an Habsburg und bildete seitdem mit den Orten Bombach, Oberhausen und Niederhausen das vorderösterreichische Amt Kürnberg.

Hans Bärs reich verzierter Wappenschild

Erzherzog Ferdinand von Österreich, der spätere Kaiser Ferdinand II., förderte den gewerbereichen „Flecken“ und gab ihm 1589 das Marktrecht, „dieweil sich dann [die Herbolzheimer] und ihre Vorfahren gegen uns und unserem löblichen Haus Österreich bisher aller gutherzigen, getreuen Gehorsam und Untertänigkeit gezeigt und bewiesen, solches auch noch tun und hinfürter nicht weniger Gehorsamserbietens seien, auch wohl tuen mögen und sollen.“. 1593 gab Ferdinand dazu das Recht, Wegzölle zu erheben.
1606 verlieh der kaiserliche Rat Johannes Pistorius der Jüngere im Namen seines Herrn, Kaiser Rudolfs II., dem „Marktflecken“ ein neues, verbessertes Wappen. Der „Herbolzheimer Wappenbrief“, im Stadtarchiv aufbewahrt, ist auf Pergament geschrieben, 46 cm hoch und 68 cm breit. In der Mitte des eng geschriebenen Textes prangt der Wappenschild, von Rollwerk und Allegorien der vier Jahreszeiten umgeben, mit dieser Umgebung nur postkartengroß (13 cm hoch und 8,5 cm breit). Gemalt hat das kleine Bild der Pistorius bekannte Hans Bär. Der neue Wappenschild zeigt, in der Sprache Pistorius’:
„Ein in die mitten abwerts abgeteyldter Schildt, deßen rechte seiten in zwey underschiedtliche theyll abgesondert, in welches obern theyll erscheinet deß Hochlöblichen Hauß Österreichß Wappen mit Roth unnd weißer Farben, im undern theyll laßt sich sehen in einer blawen feldung eyn weißer über sich gekehrter Adlers fligell, Auff der linckhen seiten erscheinet in einer gelben feldung ein halber Schwartzer Adler, mit rother ausgestreckther Zungen habende under den Halß eyn Eysenfarbes Pflugeysen.“
Das „Hauß Österreichß Wappen mit Roth unnd weißer Farben“ (der österreichische Bindenschild), der „Adlers fligell“ (das Wappen der Üsenberger) und das „Pflugeysen“ (die Pflugschar) stammen aus dem alten Dorfwappen. Hinzugekommen aber ist „ein halber Schwartzer Adler, mit rother ausgestreckther Zungen“, der halbe schwarze Kaiseradler. Dass Hans Bärs „Kleinod“ noch weiter gehende Deutungen zulässt, hat der Emmendinger Altphilologe Hans-Jürgen Günther in seiner Analyse des Wappenbriefs dargelegt.
Herbolzheim überflügelte zeitweise die Nachbarn Ettenheim und Emmendingen an wirtschaftlicher Prosperität. Dann kam die Katastrophe des Dreißigjährigen Krieges. Hatte die Zahl der Einwohner um die Mitte des 16. Jahrhunderts etwa 800 betragen, sollen es am Ende des Krieges 1648 noch 50 gewesen sein, und 1692 erst wieder 480. Jedoch haben einige Fachwerkbauten wie das Haus Del Fabro von 1463 in der Oberen Brunnenstraße und das Haus Fey von 1580 in der Steckenstraße die Zerstörungen überstanden. 1680 wurde der Wilginshof an den vorderösterreichischen Kammerrat Georg Ignaz Schmid von Brandenstein übertragen. Um dieselbe Zeit wurde an der Stelle einer älteren Kapelle die Maria-Sand-Kapelle am Ufer des Bleichbachs errichtet. Ein neuer Aufschwung kam um die Mitte des 18. Jahrhunderts. Die Zünfte – Leinenweber, Schuhmacher, Wagner, Schmiede, Metzger, Bäcker – wurden neu geordnet. Barocke Bürgerhäuser entstanden mit prachtvollen Portalen, so das ehemalige Gasthaus Krone von 1750, Hauptstraße 41. 1752 bis 1754 wurde an der Stelle der älteren Kirche die katholische Pfarrkirche St. Alexius neu errichtet, 1767 bis 1769 auf älteren Grundmauern ein zweigeschossiges Rathaus. Es beherbergte auch die Schulräume, bis 1790 an der Nordwestecke des Kirchplatzes ein großes Schulhaus gebaut wurde. 1887 aufgestockt, ist es heute katholisches Gemeindehaus.
1805 kam Herbolzheim mit dem vorderösterreichischen Breisgau zum Großherzogtum Baden. Mit Ministerialerlass vom 27. Januar 1810 wurde es „mit Rücksicht auf [seine] ansehnliche Bevölkerung, Gewerbefleiß und Betriebsamkeit“ zur Stadt erhoben. Die Zeremonie fand im Obergeschoss der Krone statt. 1814 wird berichtet: „Herbolzheim, ehedem ein Marktflecken, seit dem 27. Jänner 1810 aber zu einer Stadt erhoben, zählt 1746 Seelen, … Der Ort ist schön, hat viel gute Häuser und eine sehr schöne Kirche, so wie ein schönes Rathhaus. … An Gewerbs- und Handwerksleuten befinden sich hier: 37 Weber, 23 Schuster, 11 Schreiner, 9 Schneider, 8 [Küfer], 8 Hufschmiede, 8 Metzger, 6 Maurer, 4 Zimmerleute, 4 Nagelschmiede, 4 Schlosser, 4 Wagner, 3 Glaser, 3 Sattler, 5 Ziegler, 14 Bäcker … 1 Clavier- und Orgelmacher … und 1 Eisenhändler. Nebst diesen befinden sich hier 3 starke Gesellschaften, welche sich mit dem [Hanftuch] und Tabacks-Handel abgeben, und besonders vom ersten Fabrikate in die tausend Zentner jährlich in die Schweiz, nach Frankreich und in andere Staaten liefern. … Jede Woche ist Donnerstags ein Wochenmarkt. Die Einwohner nähren sich vorzüglich vom Acker- und Weinbau. Der Ackerbau … ist bemerkenswerth, da derselbe von dem Fleiße, und den Kulturfortschritten der Inwohner zeugt, und dem Auge eine gesegnete Hoffnung darbietet. Hanf macht auch eine besondere Nahrungsquelle aus.“ „Nahrungsquelle“ ist der Hanf wegen des Hanföls. Aus der Hanfverarbeitung entwickelte sich die Leinenweberei. 1834 wurde eine mechanische Weberei gegründet, 1854 die erste von drei Zigarrenfabriken. Der Tabak- verdrängte den Hanfanbau. 1845 wurde Herbolzheim an die Rheintal-Eisenbahnlinie angeschlossen, 1880 wurde die Schule, 1891 das Rathaus aufgestockt und seine Fassade verklinkert. 1895 bis 1896 wurde (zugleich für Bleichheim, Broggingen und Tutschfelden) eine zentrale Wasserversorgung mit Leitungen in jedes Haus, 1900 eine elektrische Straßenbeleuchtung eingeführt. 1895 wohnten in Herbolzheim 2500 Menschen, von denen 500 in der Tabakindustrie und 100 in der Leinenweberei beschäftigt waren. Zu Anfang des 20. Jahrhunderts kam zur Textil- und Tabakindustrie die Eisenindustrie mit einer Maschinenfabrik und einer Stahl-Hochbau- und Brückenbau-Firma. Aus den Jahren 1907 und 1908 stammt die Evangelische Kirche.
Von 1937 bis 1968 wurde an den Hängen östlich und nordöstlich der Stadt bis ins Gebiet von Ringsheim Doggererz abgebaut. Stolleneingänge, Einbruchskrater und die „Bergwerkstraße“ erinnern daran. 1935 erkannte die Regierung Herbolzheim das Stadtrecht ab. 1949 wurde es durch das Badische Ministerium des Innern erneuert. Die Leinenweberei und Tabakindustrie verschwanden nach dem Zweiten Weltkrieg. Schwerpunkte sind seitdem Stahlbau, Maschinenbau und Elektrotechnik.

#### Bleichheim

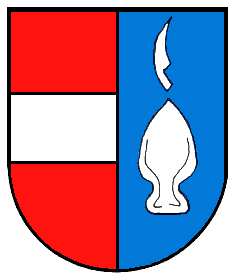
Bleichheim

Bleichheim, nach dem Bleichbach benannt, ist wie die auf seinem Gebiet gelegene Kirnburg erstmals 1203 im Rotulus Sanpetrinus erwähnt. Eine weitere Burganlage, Burg Kastenbuck, liegt etwas unterhalb der Kirnburg und ist fast vollständig abgegangen. Bleichheim kam von den Üsenbergern über die Markgrafschaft Baden-Hachberg 1369 an Vorderösterreich. 1682 belehnte Kaiser Leopold I. den Statthalter der vorderösterreichischen Lande Johann Friedrich Freiherr von Kageneck (1633–1705) mit dem Dorf. Von den Kageneckern stammt das Herrenhaus mit der Jahreszahl 1728 über dem Hauptportal, auch als Kagenecksches Schloss bezeichnet, nebst Herrenmühle und einer Zehntscheune von 1584 an der Straße nach Broggingen gelegen. 1805 wurde Bleichheim wie Herbolzheim badisch. 1825 bis 1826 wurde eine in die romanische Zeit zurückreichende Hilarius-Kirche inmitten des Friedhofs abgerissen und an anderer Stelle neu erbaut. Entlang dem Bleibach wurden früher mehrere Mühlen betrieben. Die Glöcklemühle oder Mattenmühle wurde nach einem Brand 1988 wieder aufgebaut. Das Ortswappen zeigt die österreichische Binde und daneben Pflugschar und Sensenklinge, die Werkzeuge der ehemals rein bäuerlichen Bewohner.

#### Broggingen

Broggingen

1129 wird Besitz des Straßburger Domkapitels in Broggingen (Prochingen) genannt, 1225 eine Pfarrkirche. Im 13. Jahrhundert gehörte das Dorf den Herren von Geroldseck. Über die Markgrafschaft Baden-Hachberg kam es 1415 an die badische Stammlinie, die Markgrafschaft Baden, und nach deren Teilung in Baden-Durlach und Baden-Baden 1535 an Markgraf Ernst von Baden-Durlach. Dessen Sohn Karl II. führte 1557 die Reformation ein. Ab 1771 gehörte Broggingen zur wiedervereinigten (evangelischen) Markgrafschaft Baden und dem 1806 daraus hervorgehenden Großherzogtum. 1740 wurde das Langhaus der Kirche unter Beibehaltung der romanischen Untergeschosse des Turms neu errichtet, 1759 der Pfarrhof. Das Wappen zeigt den roten Schrägbalken auf Gold der Markgrafschaft Baden und ein schwarzes Dorfzeichen.

#### Tutschfelden

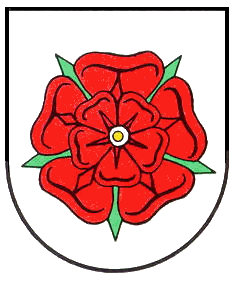
Tutschfelden

Von den Ursprungsorten der Stadt ist Tutschfelden am frühesten bezeugt, nämlich 972 als Tuttesvelda in einer Urkunde des Klosters Einsiedeln. Später hatten die Herren von Geroldseck und die Üsenberger Rechte in Tutschfelden. Zwischen 1482 und 1493 kaufte Markgraf Christoph I. von Baden den Ort. Bei der Teilung der Markgrafschaft Baden 1535 kam Tutschfelden an Markgraf Ernst von Baden-Durlach, dessen Sohn Karl II. 1557 wie in Broggingen die Reformation einführte. Wie Broggingen blieb Tutschfelden fortan badisch und evangelisch. Kirchlich war es zunächst Filiale von Broggingen oder Wagenstadt und wurde erst 1777 selbständige Pfarrei. Die Kirche wurde 1806 an der Stelle einer baufälligen frühromanischen, Johannes dem Täufer geweihten Kapelle gebaut. Im selben Jahr wurde ein Gebäude von 1733 zum Pfarrhof umgebaut. 1972 konnte Tutschfelden als noch selbständige Gemeinde das tausendjährige Jubiläum feiern. Das Wappen, eine rote Rose mit grünen Kelchblättern, ist um 1900 aus dem alten Dorfzeichen unter Weglassen des badischen Schrägbalkens entstanden.

#### Wagenstadt

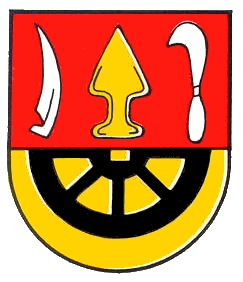
Wagenstadt

Wagenstadt wird 1277 als den Herren von Geroldseck gehörig – oder 1335 als den Üsenbergern gehörig – erstmals erwähnt, die Pfarrkirche St. Mauritius 1371. 1426 kam Wagenstadt durch Heirat an die Grafen von Moers-Saarwerden. Aus Pfändung und Kauf resultierte 1522 ein Kondominium badischer und nassauischer Herren, bis das Dorf auf Drängen Kaiser Ferdinands II. 1629 komplett zur Markgrafschaft Baden-Baden kam. Folge dieser dynastischen war eine ungewöhnliche konfessionelle Komplexität. 1669 wurde Gleichberechtigung von Katholiken und Protestanten und gemeinsame Nutzung der Kirche vereinbart. 1741 wurde die Kirche unter Integrierung gotischer Teile neu erbaut, 1771 bis 1784 das Pfarrhaus. Die Simultannutzung der Kirche endete mit dem Bau einer evangelischen Kirche mit Gemeindezentrum 1972. Das Wappen symbolisiert durch das halbe Wagenrad den Ortsnamen und durch Sensenblatt, Pflugeisen und Rebmesser die frühere Haupttätigkeit der Bewohner.

### Eingemeindungen
Nach Bevölkerungsbefragungen und Gemeinderatsbeschlüssen wurde am 1. Januar 1972 die Gemeinde Wagenstadt eingemeindet. Es folgten am 1. Januar 1974 Bleichheim sowie Broggingen und Tutschfelden am 1. Januar 1975.

## Politik

### Gemeinderat
Bis zur Kommunalwahl 1999 galt die Unechte Teilortswahl, die Stadtteile bildeten zugleich Wohnbezirke im Sinne der baden-württembergischen Gemeindeordnung.
Die Kommunalwahl am 9. Juni 2024 führte bei einer Wahlbeteiligung von 60,7 % (+ 2,2) zu folgendem Ergebnis (mit Gewinn und Verlust im Vergleich zur Kommunalwahl 2019):

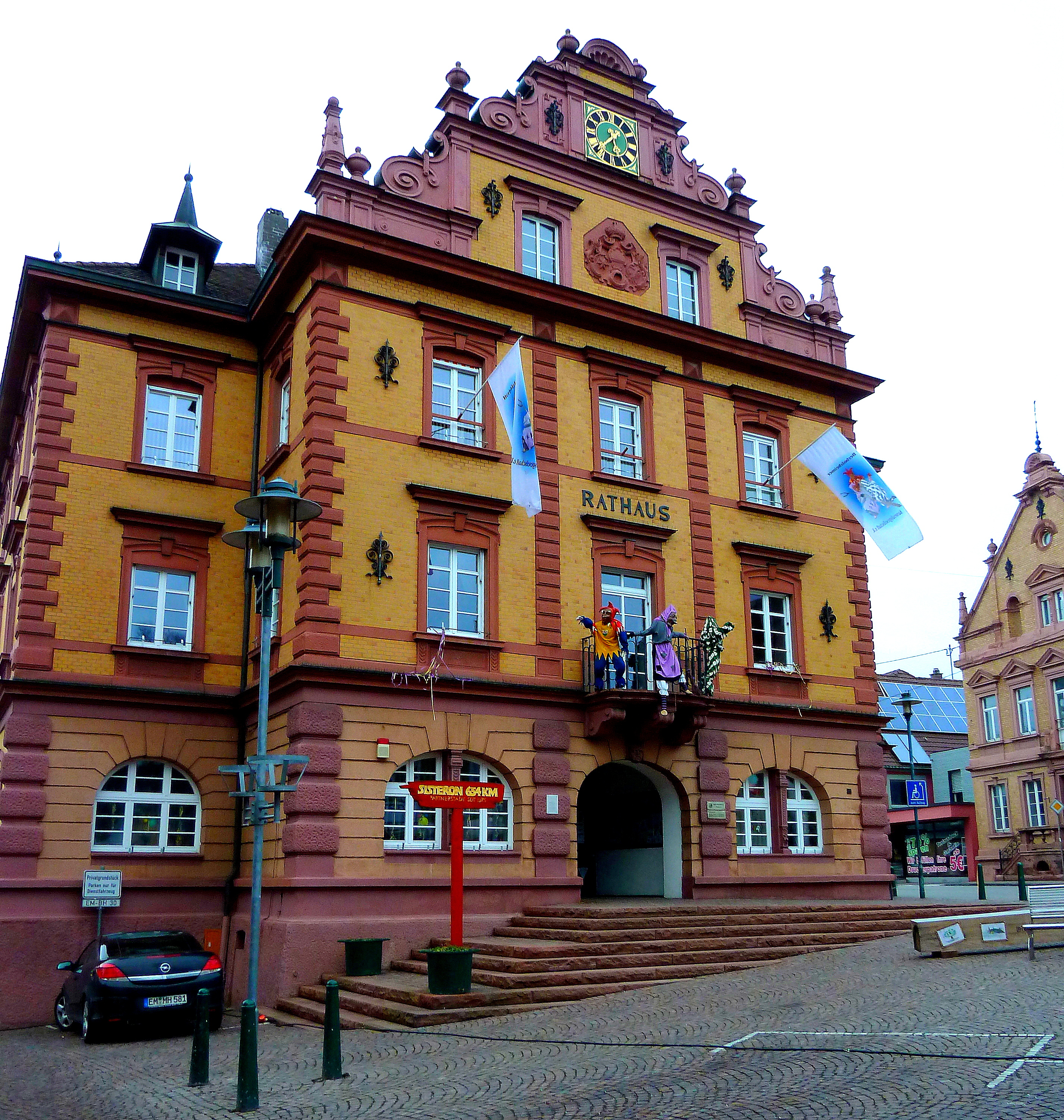
Rathaus Herbolzheim

| Partei / Liste | Stimmenanteil | G/V %p | Sitze | G/V |
| CDU            | 32,2 %        | + 4,8  | 7     | + 1 |
| SPD            | 20,2 %        | − 0,6  | 4     | − 1 |
| Grüne          | 17,9 %        | − 4,6  | 4     | − 1 |
| FWG            | 29,7 %        | + 7,3  | 7     | + 2 |

### Bürgermeister
| Amtszeit  | Name            |
| --------- | --------------- |
| 1932–1934 | Karl Fees       |
| 1949–1969 | Hermann Jäger   |
| 1969–1985 | Klaus Hoffmann  |
| 1985–1996 | Hans-Peter Jülg |
| 1996–2017 | Ernst Schilling |
| seit 2017 | Thomas Gedemer  |

Am 1. September 1996 trat Ernst Schilling das Amt des Bürgermeisters an. Er wurde am 21. Juli 1996 gewählt und zuletzt 2012 wiedergewählt.
Am 8. Oktober 2017 wurde Thomas Gedemer im zweiten Wahlgang mit 56,1 Prozent der Stimmen zum Nachfolger von Ernst Schilling gewählt. Er trat sein Amt am 1. Dezember 2017 an.

### Verwaltungsverband
Herbolzheim gehört dem Gemeindeverwaltungsverband Kenzingen-Herbolzheim an, zu dem neben den Städten Kenzingen und Herbolzheim auch die Gemeinden Rheinhausen im Breisgau und Weisweil gehören.

### Städtepartnerschaften
- Die Stadt Herbolzheim verbindet seit 1975 eine Partnerschaft mit der Stadt Sisteron im Département Alpes-de-Haute-Provence in Südfrankreich.
- Seit dem Jahr 2000 besteht eine Städtefreundschaft zwischen Oliva bei Valencia in Spanien und Herbolzheim.
- Am 13. April 2004 wurde in Kremnica in der Slowakei die Freundschaftsurkunde zwischen der Stadt Kremnica und Herbolzheim unterzeichnet.
- Am 28. Mai 2007 wurde im polnischen Morawica bei Kielce eine Freundschaftsurkunde zwischen der Gemeinde Morawica und Herbolzheim unterzeichnet.
- Im August 2017 unterzeichneten die Bürgermeister Christof Bartsch (Brilon) und Ernst Schilling (Herbolzheim) die Partnerschaftsurkunde zur Verbindung der beiden Gemeinden, die schon in den vergangenen Jahren freundschaftlich verbunden waren.[23]
- Außerdem pflegt die Stadt Herbolzheim seit vielen Jahren freundschaftliche Verbindungen zu den gleichnamigen Orten Herbolzheim an der Jagst und Herbolzheim in Mittelfranken.

## Wirtschaft und Infrastruktur

### Verkehr

#### Autobahn
Durch die Bundesautobahn 5 (Alsfeld – Weil am Rhein) ist Herbolzheim seit 1990 an das überregionale Straßennetz, auch in die Schweiz und Frankreich, gut angebunden.

#### Bahnverkehr
Der Bahnhof Herbolzheim liegt am Abschnitt Basel – Offenburg der Rheintalbahn. Dort halten im Wechsel zwei bis dreimal pro Stunde Regionalbahnen und Regional-Express-Züge Richtung Karlsruhe und Basel. Die Fahrtzeit zum nächsten ICE-Halt nach Freiburg (südlich) oder Offenburg (nördlich) beträgt 20–30 Minuten.

#### Radverkehr
Durch eine Alltagsroute aus dem Radnetz Baden-Württemberg ist Herbolzheim über Kenzingen, Malterdingen und Teningen (Ortsteil Köndringen) mit Emmendingen und über  Ringsheim und an Ettenheim vorbei mit Lahr verbunden. 
Durch das Stadtgebiet verläuft als Landes-Radfernweg der Badische Weinradweg. Er führt von Malterdingen über den Osten Kenzingens in die Herbolzheimer Ortsteile Wagenstadt und Tutschfelden. Er führt weiter über Ettenheimweiler und Kippenheim nach Lahr.
Der Breisgau-Radweg führt von Herbolzheim über Freiburg nach Breisach.
Herbolzheim ist Mitglied der AGFK (Arbeitsgemeinschaft Fahrrad- und Fußverkehrsfreundlicher Kommunen) in Baden-Württemberg.

### Ansässige Unternehmen
- Die Firma Wuppermann Intralogistik (Schwesterfirma von Wuppermann Systemtechnik) als Anbieter für innerbetriebliche Logistiklösungen
- Die Firma WISS als Aufbauhersteller für Sonder- und Feuerwehrfahrzeuge
- Die Reifen-Markt.com GmbH betreibt im Herbolzheim ein Reifenlager mit über 100.000 PKW-Reifen
- Der Felgenhersteller BBS aus Schiltach betreibt ein Werk in Herbolzheim.
- Ende 2018 verlagerte Mack Rides aus Waldkirch einen Teil der Schienen- und Fahrzeugfertigung nach Herbolzheim.[27]
- Weitere große Firmen vor Ort sind: DHL, Greschbach Stahl, TNT Express, Claas Landtechnik, DB Schenker, PRODINGER Verpackung

### Bildung
Herbolzheim bietet vier Grundschulen, eine Haupt- und Realschule sowie eine Lernbehindertenschule.

## Kultur und Sehenswürdigkeiten

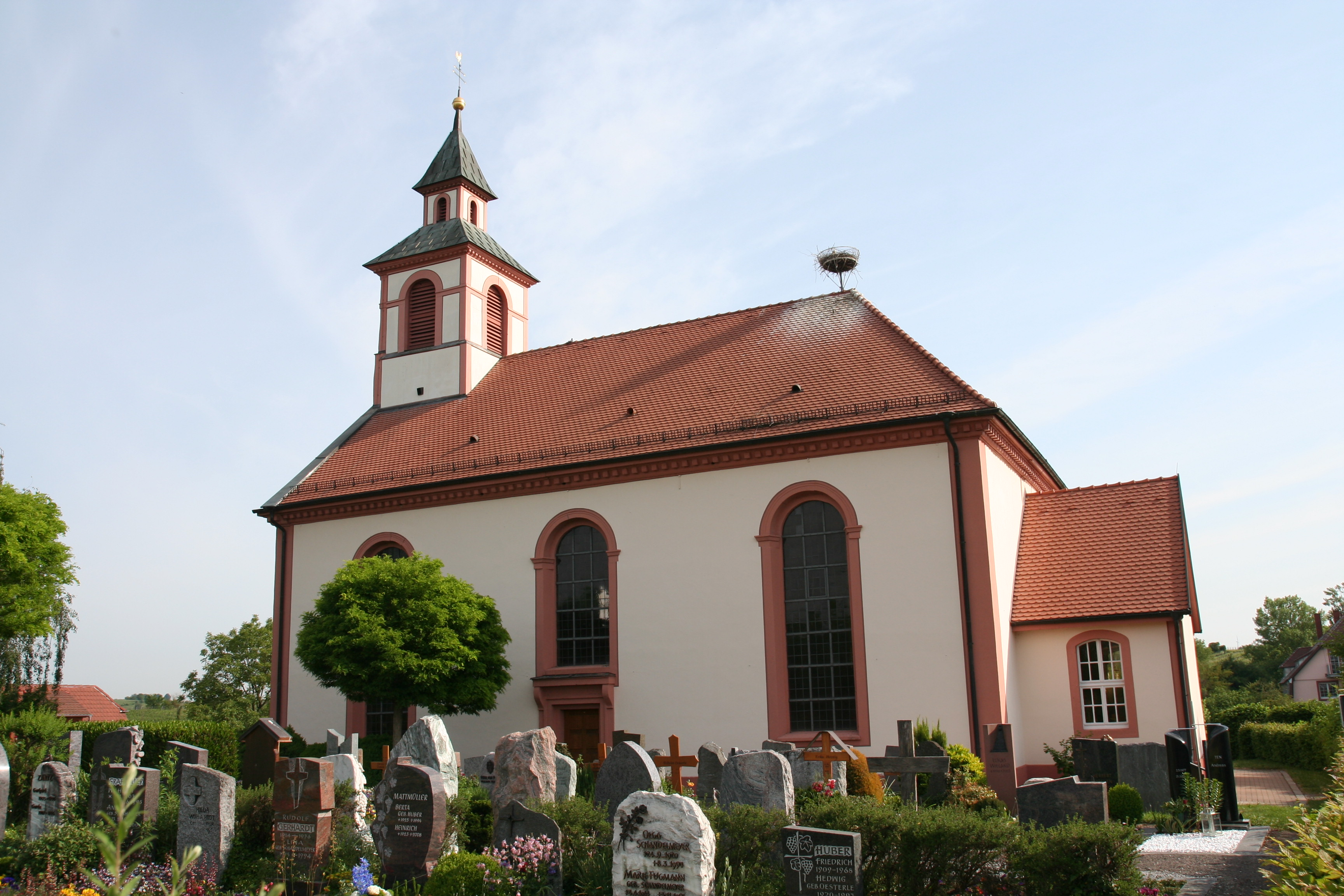
Weinbrennerkirche in Tutschfelden

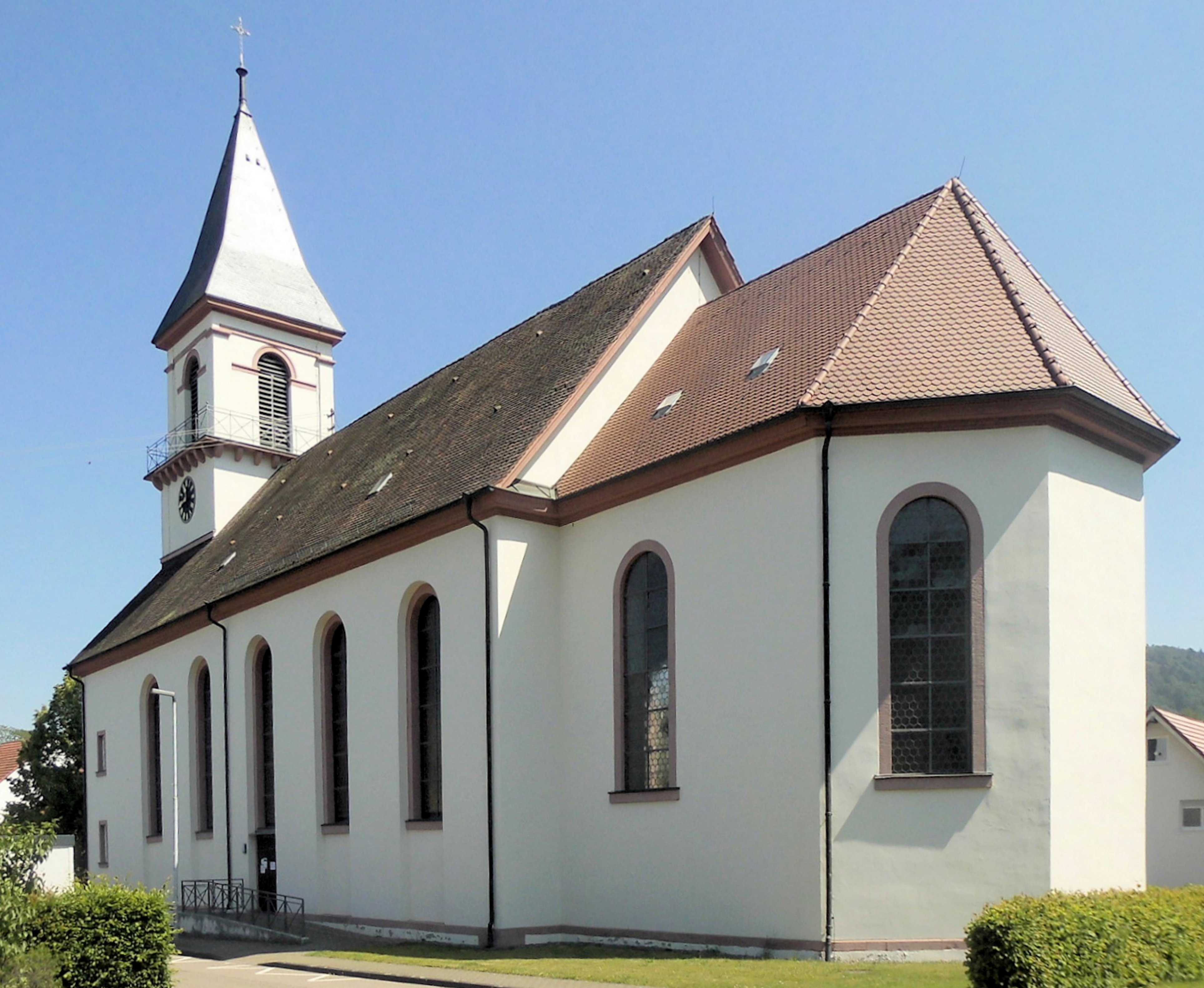
St. Hilarius in Bleichheim

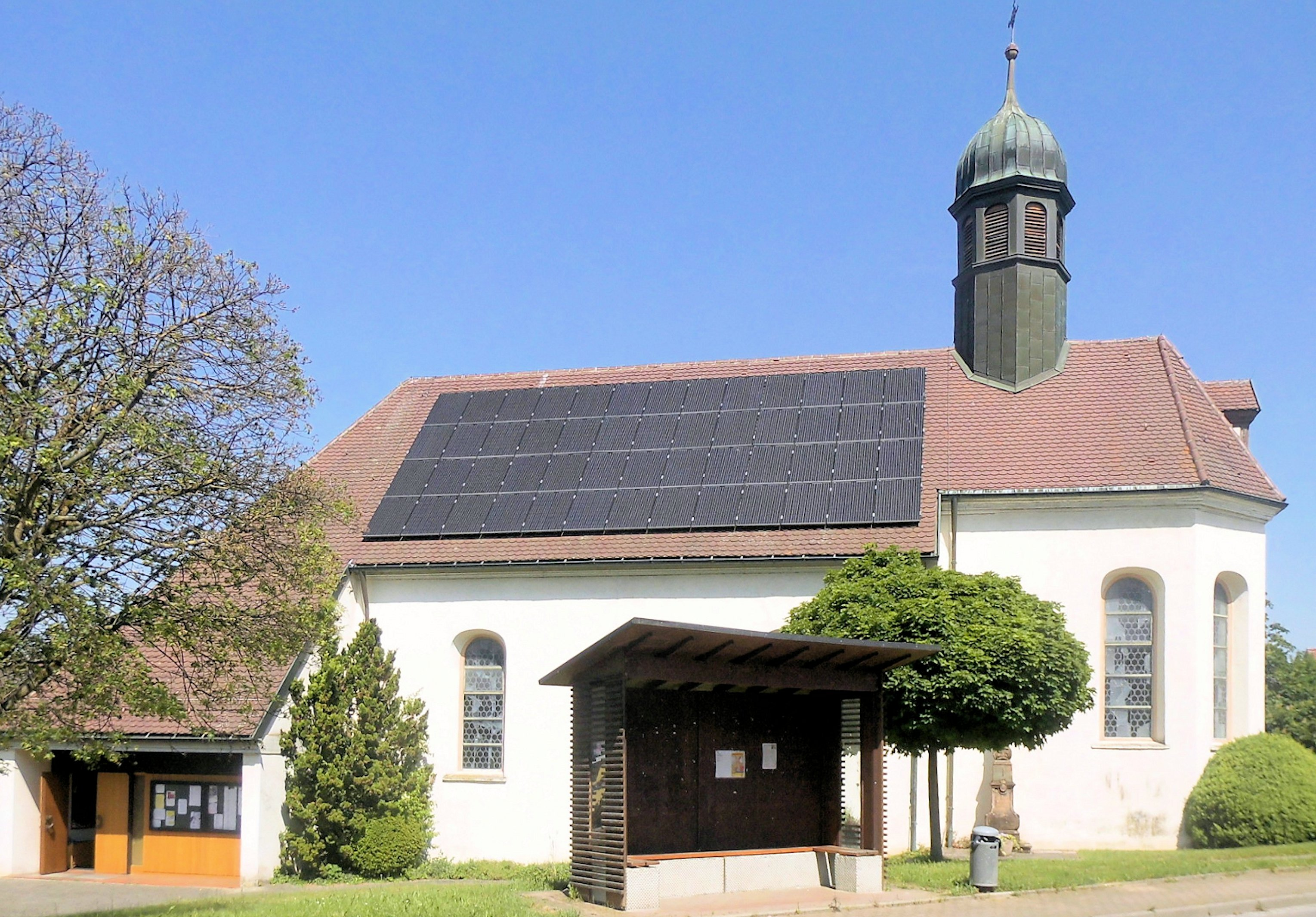
St. Mauritius in Wagenstadt

### Bauwerke
- Das älteste Baudenkmal der Stadt ist die Margarethenkapelle. Ein romanisches Gebäude wurde gotisch erweitert und nach der dendrochronologischen Datierung des noch vorhandenen Dachstuhls 1521 vollendet. Im 17. Jahrhundert wurde die Kapelle neu ausgemalt, und der Dachreiter erhielt eine Zwiebelhaube. Später verfiel die Kapelle, 1811 wurde sie profaniert und als Polizeiwachlokal, Feuerwehrstation und Arrestzelle benutzt. Zwischen 1955 und 1993 wurde sie restauriert und ist heute Museum.[28]
- Die katholische Pfarrkirche St. Alexius wurde von 1752 bis 1754 nach Plänen von Franz Rudhard (1708–1765) im Stil des Barock erbaut und besitzt eine gut erhaltene barocke Ausstattung, unter anderem mit Werken von Johann Pfunner und Johann Michael Winterhalder.[29]
- Einige Minuten südwestlich der Stadt liegt die Wallfahrtskirche Maria Sand, deren älteste erhaltene Teile aus der zweiten Hälfte des 17. Jahrhunderts stammen und die 1747 erweitert wurde. Das Deckengemälde des Langhauses malte 1921 Josef Mariano Kitschker (1879–1929) – „eine hervorragende künstlerische Leistung des Neobarock“.[29]
- Die evangelische Kirche von Tutschfelden von 1806 wurde wahrscheinlich nach einem von Friedrich Weinbrenner überarbeiteten Entwurf gebaut.[30][31]
- Die katholische Kirche St. Hilarius in Bleichheim wurde von Christoph Arnold im Weinbrennerstil ab 1825 anstelle einer abgerissenen Chorturmkirche errichtet.

### Parks
Der Stadtgarten befindet sich an der Rheinhausenstraße.

## Persönlichkeiten

### Söhne und Töchter der Stadt
- Joseph Anton von Kageneck (1701–1747), kurpfälzischer Kammerherr, Burgmann zu Friedberg und Inhaber diverser Ortsherrschaften
- Daniel Gulat von Wellenburg (1764–1839), Jurist, Ministerialbeamter, zeitweilig Innen- und später Justizminister
- Bernhard Galura (1764–1856), 1829–1856 Fürstbischof des Bistums Brixen
- Theodore Hamm (1825–1903), deutsch-US-amerikanischer Brauer, Gründer der Theodore Hamm Brewing Company
- Karl Theodor Eduard Scharf (1857–1928), Musiker und Dozent
- Wilhelm Roeckel (1865–1936), Abgeordneter der Badischen Ständeversammlung
- Emil Dörle (1886–1964), deutscher Musiker und Komponist, Ehrenbürger
- Alois Zähringer (1921–1940), NS-Opfer
- August Martin Hoffmann (1924–1985), Zeichner und Bildhauer
- Willi Hüglin (1926–2013), Politiker (SPD)
- Winfried Brumma (* 1952), bremischer Politiker (SPD)
- Dieter Rombach (* 1953), Professor für Software Engineering an der TU Kaiserslautern
- Karl-Heinz Bührer (* 1959), ehemaliger deutscher Fußballspieler
- Jürgen Geiger (* 1959), Geräteturner
- Stefan Bär (* 1963), Landrat des Landkreises Tuttlingen
- Annette Kehnel (* 1963), Historikerin
- Tanja Häring (* 1976), Kamerafrau
- Zvonimir Paradzik (* 1977), Basketballspieler
- Benjamin Daniel (* 1983), Journalist
- Jonathan Zipf (* 1986), Triathlet
- Yannick Bury (* 1990), Bundestagsabgeordneter (CDU)
- Dominik Büchele (* 1991), Sänger (Pop)
- Rebekka Ziegler (* 1991), Jazzmusikerin
- Giuliana Farfalla (* 1996), Model und Reality-TV-Teilnehmerin

### Persönlichkeiten, die mit der Stadt in Verbindung stehen
- Johannes Pistorius der Jüngere (1546–1608), Arzt, Jurist, Historiker und Theologe, verlieh 1606 in seiner Eigenschaft als kaiserlicher Pfalzgraf Herbolzheim sein heutiges Ortswappen
- Hans Bär († 1611), künstlerischer Gestalter des Herbolzheimer Wappenbriefes
- Eugen Würth (* 1917; † 1971) Untersturmbandführer Dienstaufsicht über alle KZ Lager des  Unternehmens Wüste Freispruch vor Gericht[32]
- Nora Schütz Minorovics (* 1934), bildende Künstlerin, lebt seit 1989 in Herbolzheim-Broggingen
- Andreas Urs Sommer (* 1972), Philosoph, lebt in Herbolzheim-Broggingen[33]